# هرتسبرا (آلاباما)
هرتسبرا (به انگلیسی: Hurtsboro) شهری در شهرستان راسل ایالت آلاباما است که مساحت آن ۲٫۶۸ کیلومتر مربع است و در سرشماری سال ۲۰۱۰ میلادی، ۵۵۳ نفر جمعیت داشته و تراکم جمعیتی آن، ۲۰۶٫۳۴ نفر در هر کیلومتر مربع بوده است.

## نگارخانه

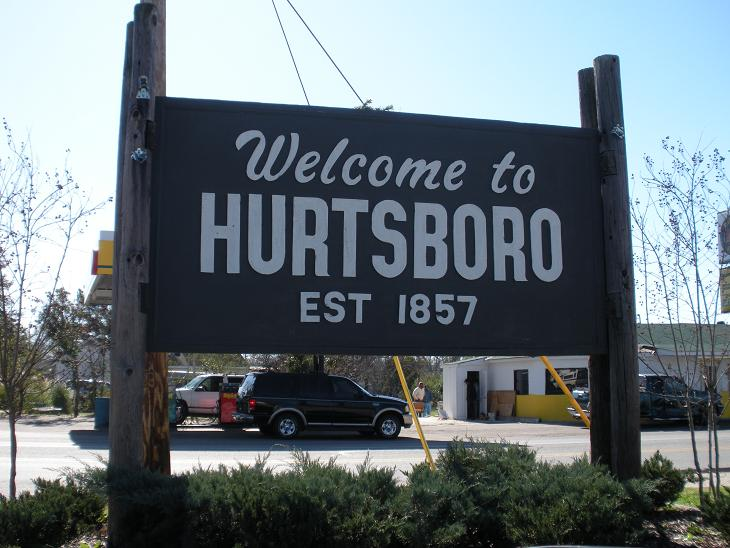
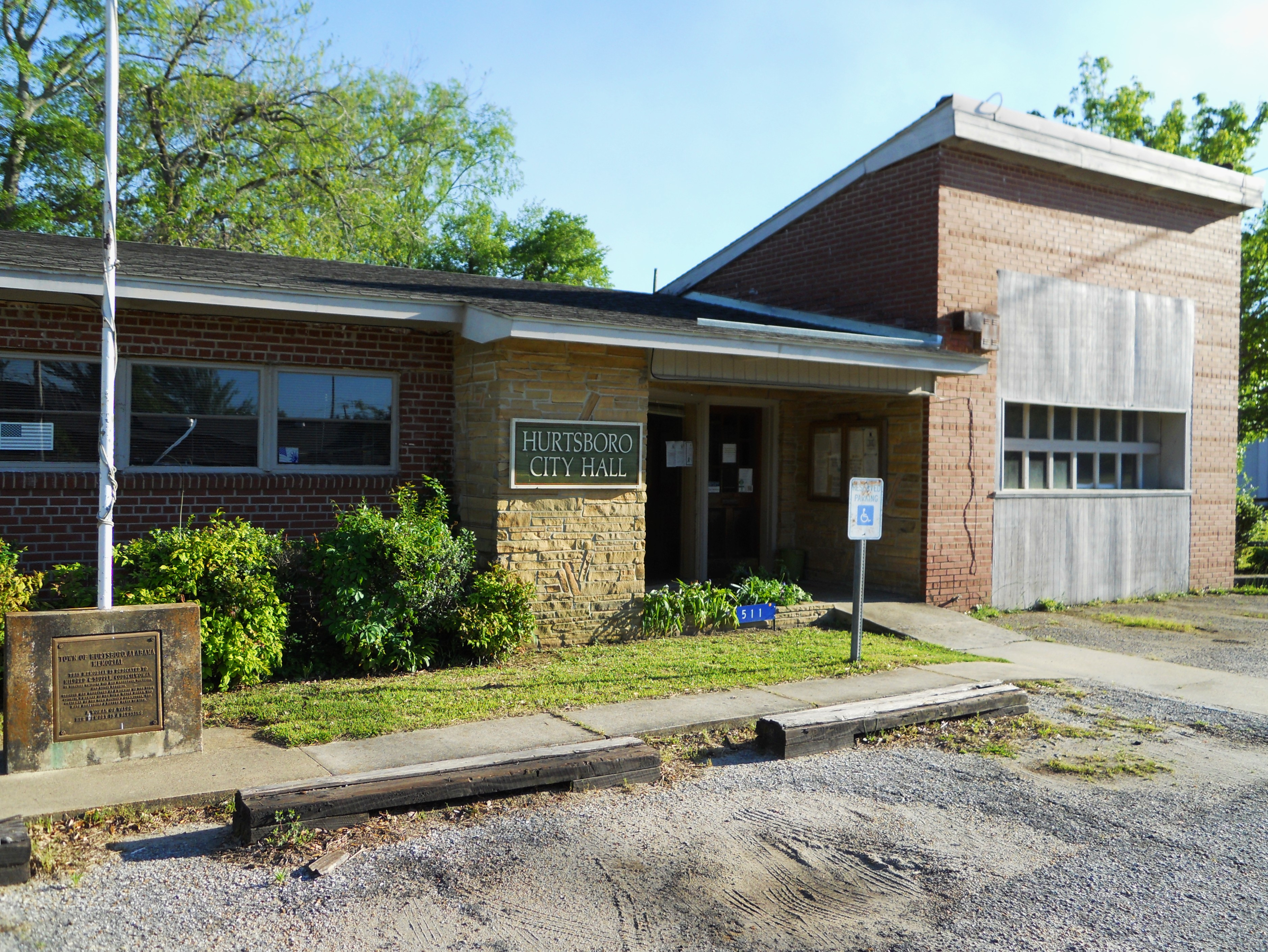
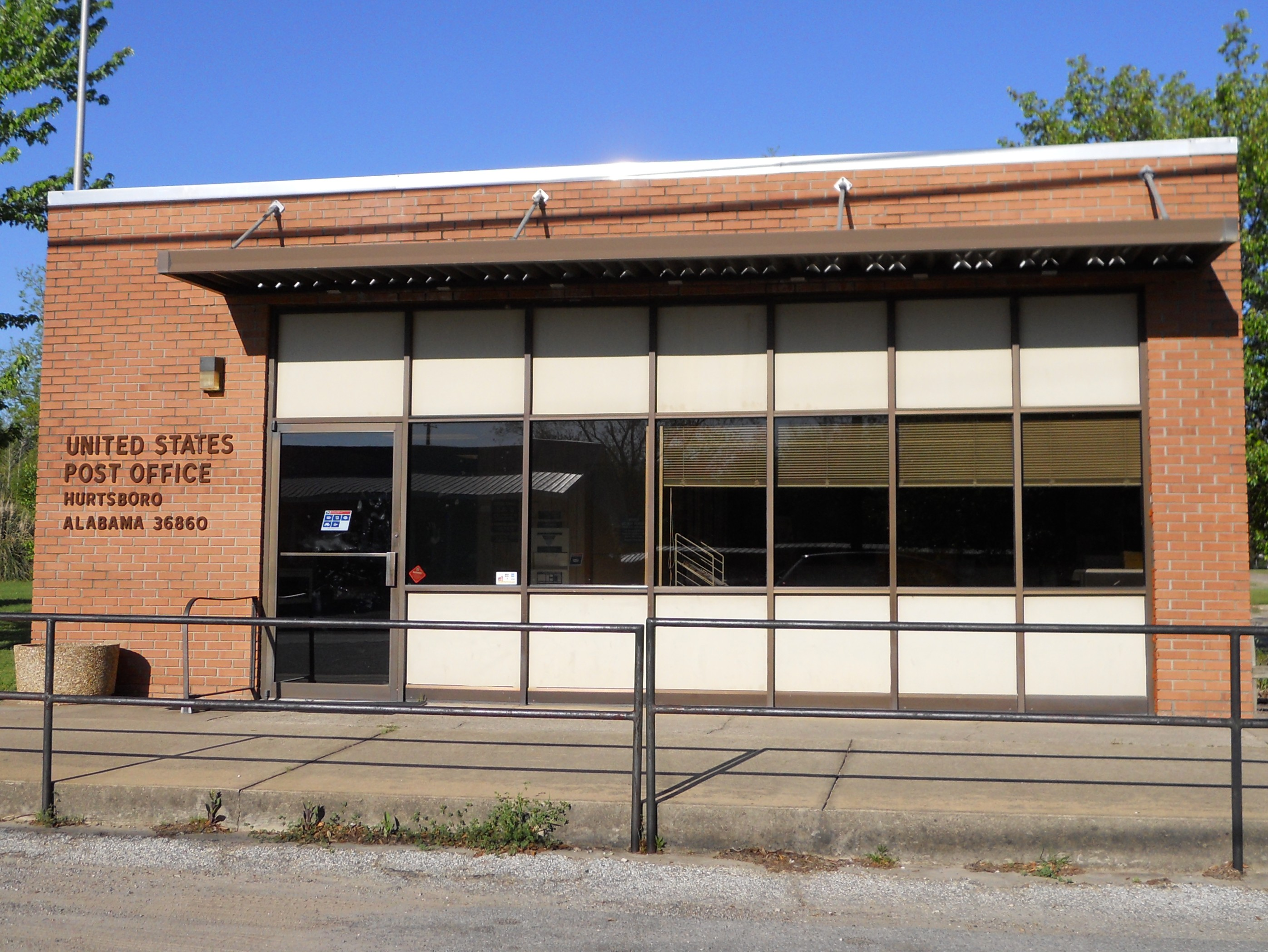
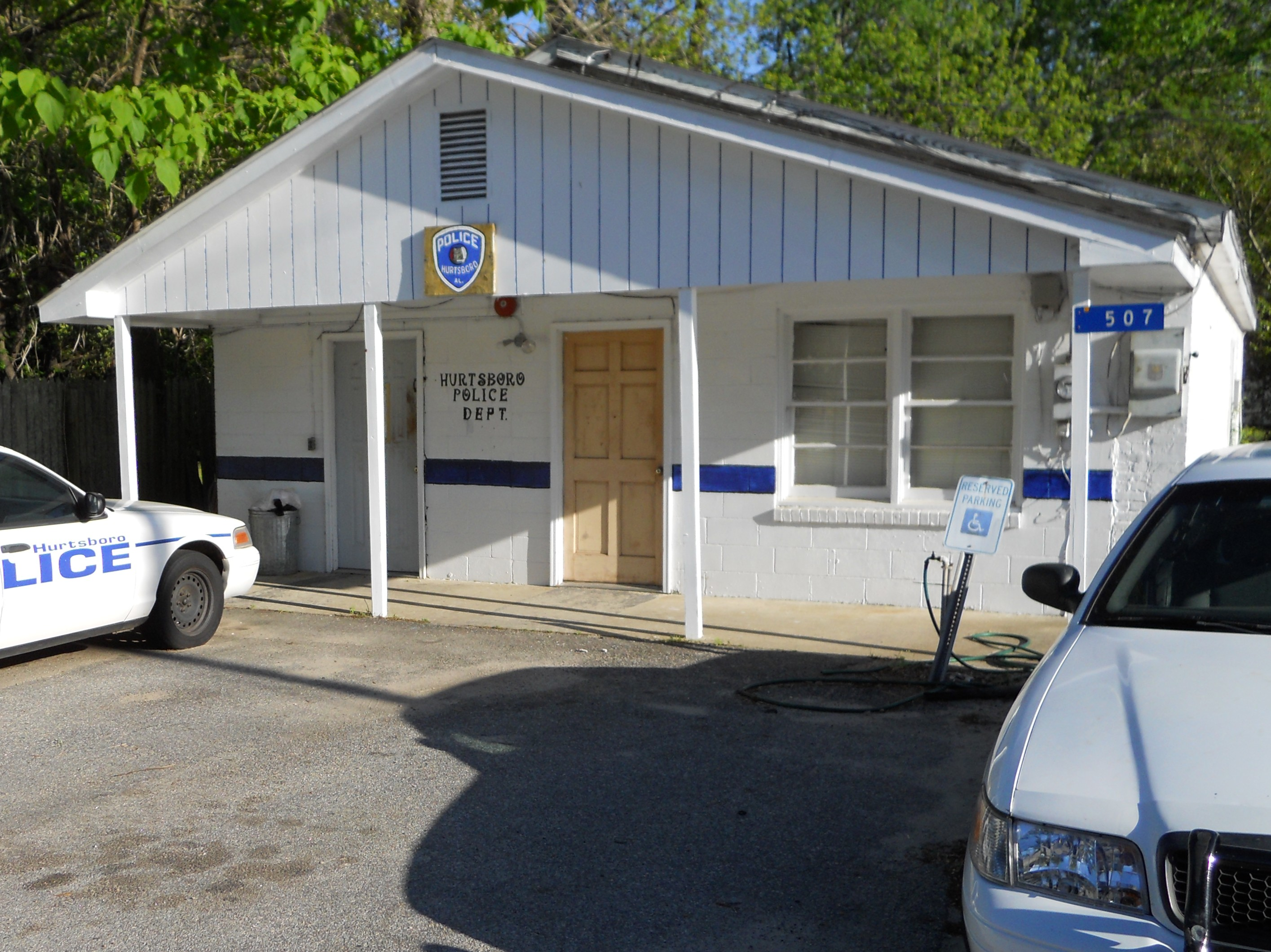
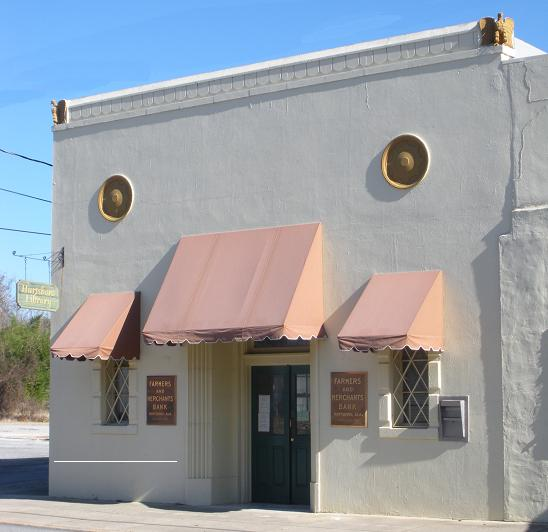
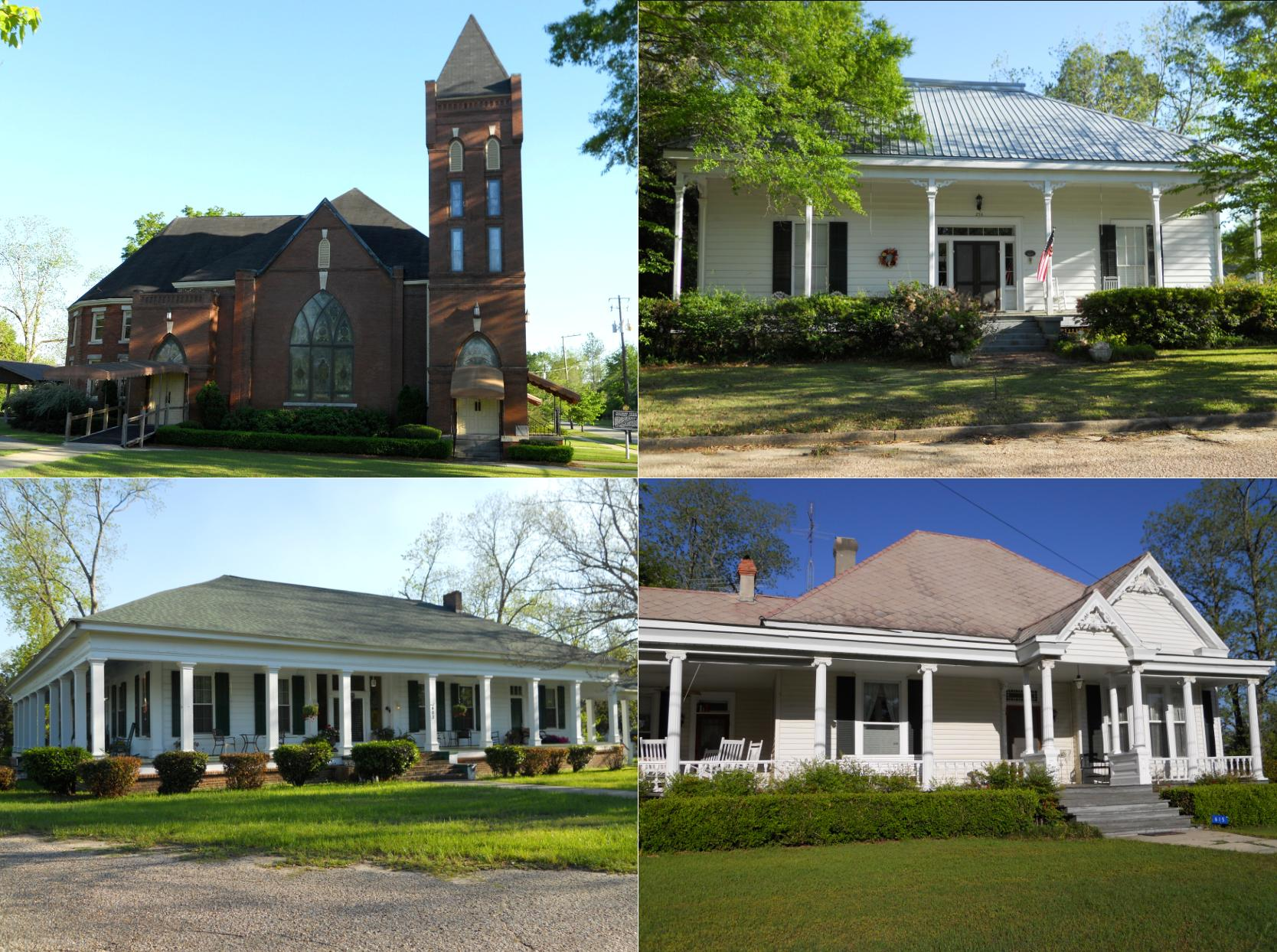
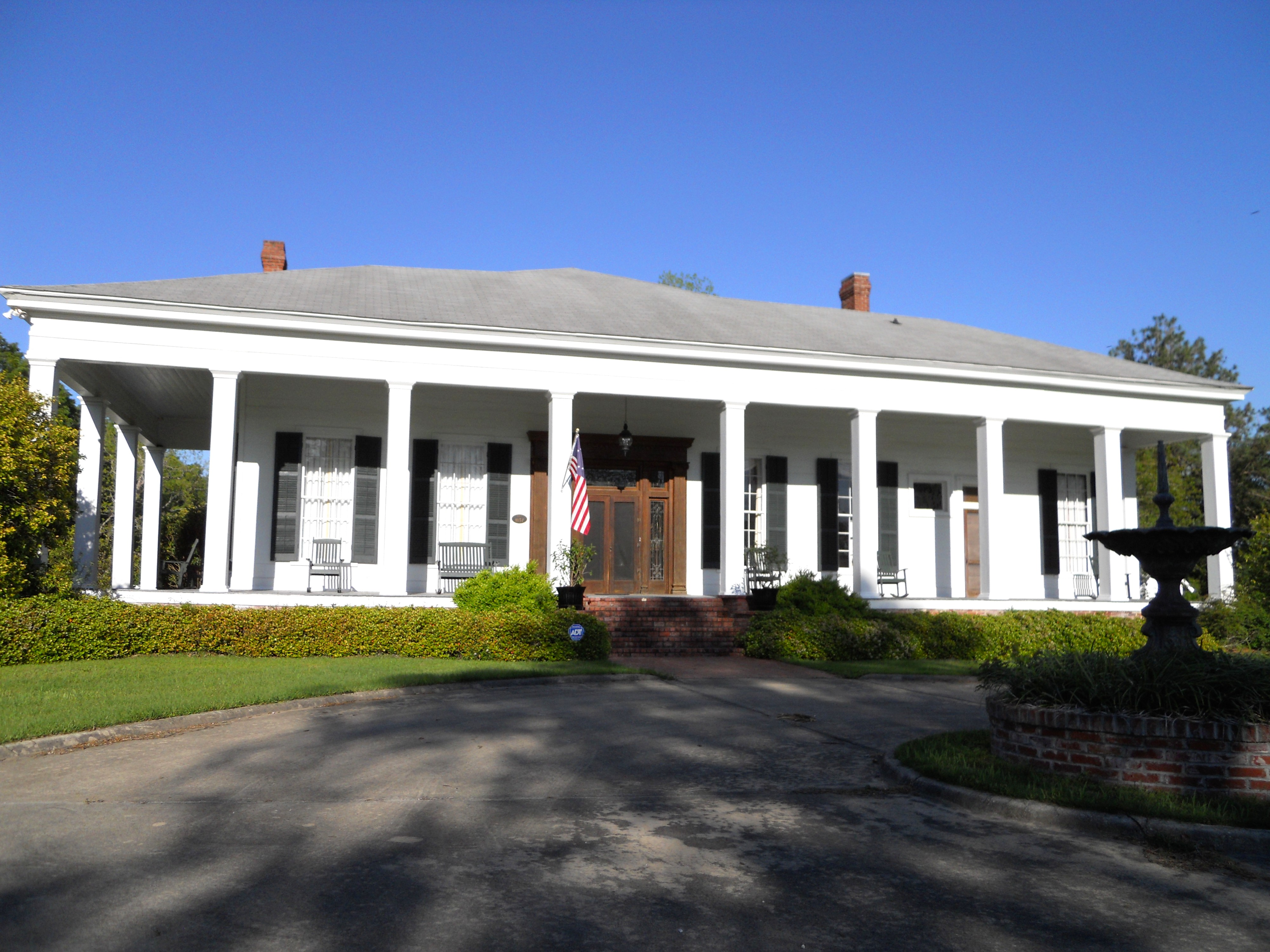
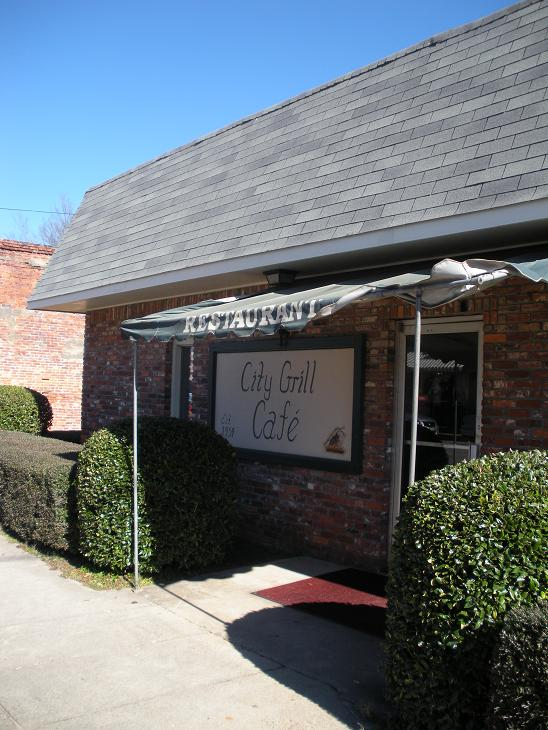
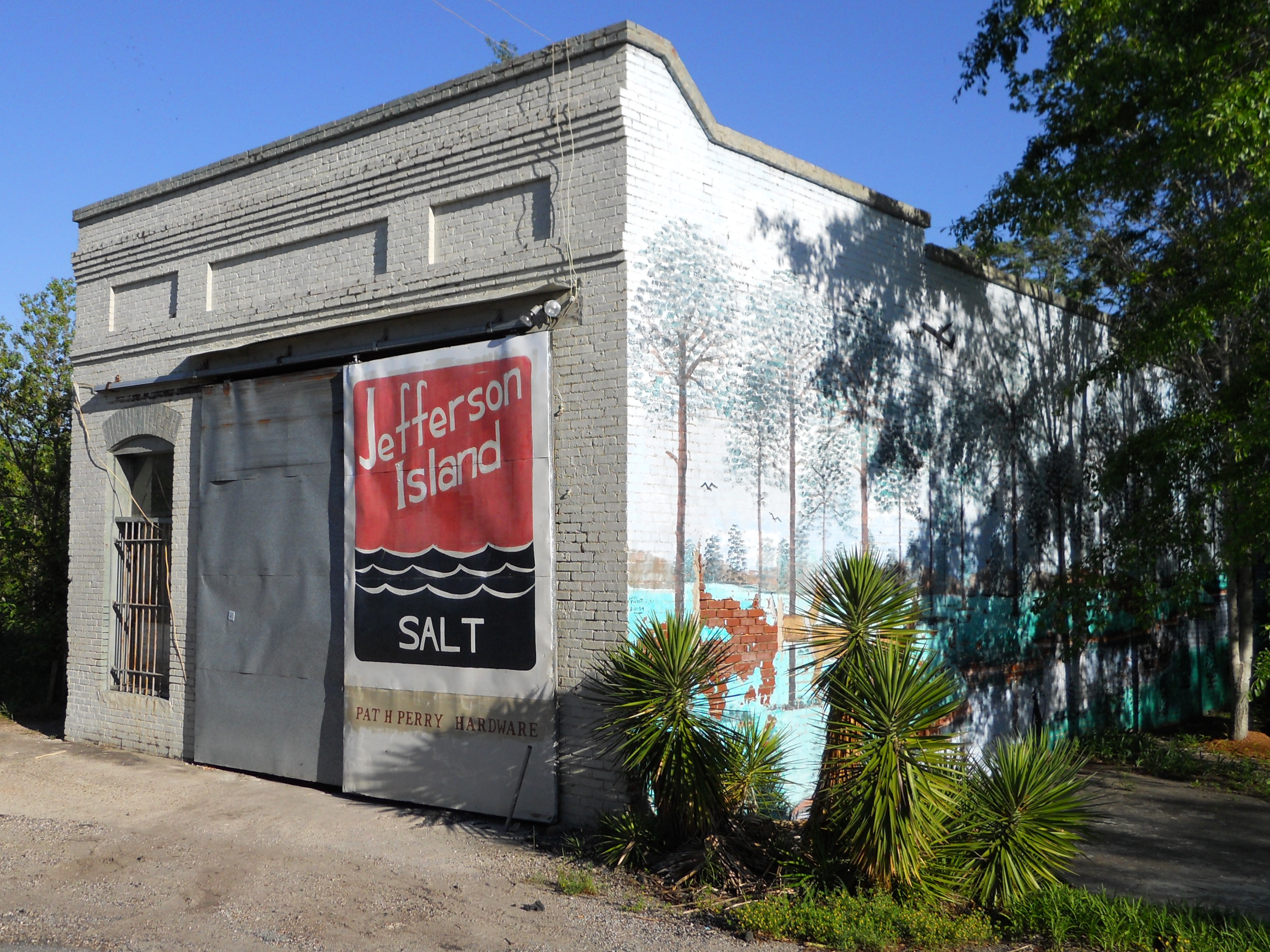
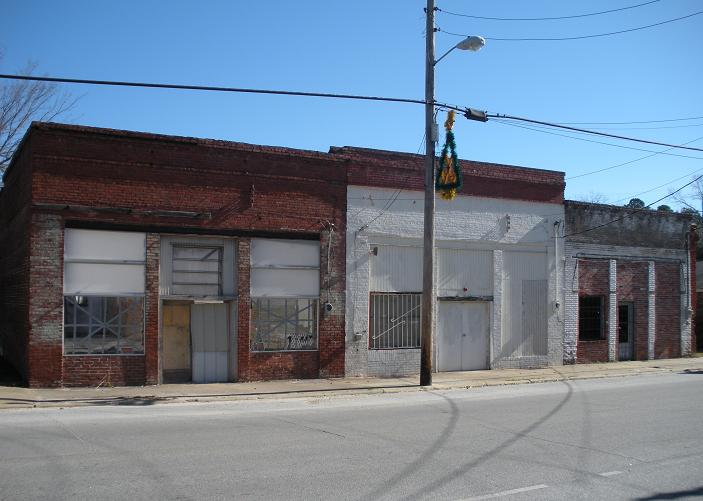